# Kapel van Sint-Job

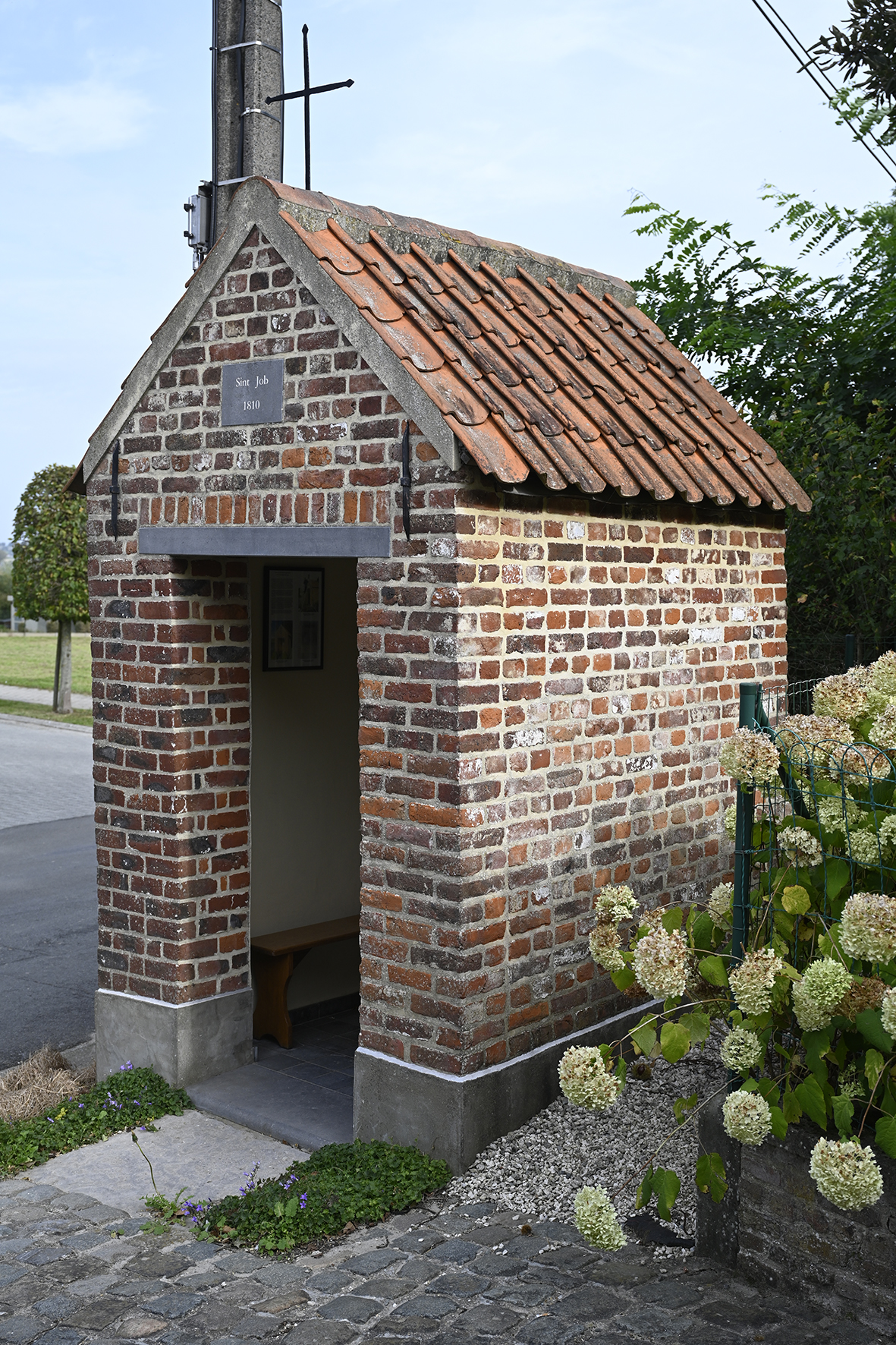
Kapel van Sint-Job

De kapel van Sint-Job in Galmaarden is in zijn huidige vorm gebouwd in 1810. Vóór 1800 stond op deze plaats een grotere kapel, maar die geraakte in verval. Ze werd afgebroken en herbouwd in 1810.
De kapel hoort bij de boerderij die eigendom was van de familie Van Gijte-Vandenabeele. In de kapel vinden we een knielbankje en drie beelden op een primitieve tafel. Links staat een beeltenis van Onze-Lieve-Vrouw, rechts een beeld van Sint-Job dat in 1930 al eens werd bijgewerkt. In het midden staat een groot kruisbeeld dat in 1815 geschonken werd door de voorouders van de familie Vandenabeele. Dit kruisbeeld werd in 1996 gestolen en later, in 2005-2006, vervangen tijdens renovatiewerken. 
De kapel is gewijd aan Sint-Job. Job is een figuur uit het Oude Testament. Hij was een geëerd en welstellend persoon uit (waarschijnlijk) Zuid Palestina. Door allerlei tegenslagen, ook met zijn gezondheid, raakte hij alles kwijt. Hij verloor zijn geloof echter niet en kwam zijn tegenslagen te boven. In Vlaanderen zijn er erg weinig kapellen opgedragen aan Sint-Job. Naar deze Heilige pelgrimeerde men om bevrijd te blijven van puisten, zweren en ‘velziekten’. 